# Nonyma congoensis
Nonyma congoensis är en skalbaggsart som först beskrevs av Stefan von Breuning 1948.  Nonyma congoensis ingår i släktet Nonyma och familjen långhorningar. Inga underarter finns listade i Catalogue of Life.